# Compay Segundo
Compay Segundo (n. 18 noiembrie 1907 în Siboney, d. 14 iulie 2003 în Havana), pe numele său de la naștere Máximo Francisco Repilado Múñoz, a fost un muzician și chitarist cubanez.
1. ↑  Compay Segundo, Brockhaus Enzyklopädie
2. ↑  Compay Segundo, Filmportal.de, accesat în 9 octombrie 2017
3. 1 2  „Compay Segundo”, Gemeinsame Normdatei, accesat în 27 aprilie 2014
4. ↑  Compay Segundo, Find a Grave, accesat în 9 octombrie 2017
5. ↑  Compay Segundo, Find a Grave, accesat în 30 martie 2021
6. ↑  „Compay Segundo”, Gemeinsame Normdatei, accesat în 31 decembrie 2014